# Pallavolo ai XX Giochi centramericani e caraibici - Torneo femminile
Il torneo femminile di pallavolo ai XVI Giochi centramericani e caraibici si è svolto dal 16 al 21 luglio 2006 a Cartagena de Indias, in Colombia, durante i XX Giochi centramericani e caraibici. Al torneo hanno partecipato 8 squadre nazionali centramericane e caraibiche e la vittoria finale è andata par la quarta volta, la seconda consecutiva, alla Repubblica Dominicana.

## Squadre partecipanti
- Barbados
- Colombia
- Costa Rica
- Cuba
- Messico
- Porto Rico
- Rep. Dominicana
- Venezuela

## Gironi
| Girone A                           | Girone B                                    |
| ---------------------------------- | ------------------------------------------- |
| Costa Rica Cuba Messico Porto Rico | Barbados Colombia Rep. Dominicana Venezuela |

## Fase finale

### Finali 1º e 3º posto
|  | Quarti     | Quarti          |                 |            | Semifinali         | Semifinali         |  |  | Finale 1º/2º posto | Finale 1º/2º posto |
|  |            |                 |                 |            |                    |                    |  |  |                    |                    |
|  |            |                 |                 |            |                    |                    |  |  |                    |                    |
|  |            |                 |                 |            |                    |                    |  |  |                    |                    |
|  | Venezuela  | 0               |                 |            |                    |                    |  |  |                    |                    |
|  | Venezuela  | 0               |                 |            |                    |                    |  |  |                    |                    |
|  | Messico    | 3               |                 |            |                    |                    |  |  |                    |                    |
|  | Messico    | 3               | Cuba            | 3          |                    |                    |  |  |                    |                    |
|  |            |                 | Cuba            | 3          |                    |                    |  |  |                    |                    |
|  |            | Messico         | 0               |            |                    |                    |  |  |                    |                    |
|  | -          | Messico         | 0               | -          |                    |                    |  |  |                    |                    |
|  | -          |                 |                 | -          |                    |                    |  |  |                    |                    |
|  | -          | -               |                 |            |                    |                    |  |  |                    |                    |
|  | -          | -               | Cuba            | 0          |                    |                    |  |  |                    |                    |
|  |            |                 | Cuba            | 0          |                    |                    |  |  |                    |                    |
|  |            | Rep. Dominicana | 3               |            |                    |                    |  |  |                    |                    |
|  | Porto Rico | Rep. Dominicana | 3               | 3          |                    |                    |  |  |                    |                    |
|  | Porto Rico |                 |                 | 3          |                    |                    |  |  |                    |                    |
|  | Colombia   | 0               |                 |            |                    |                    |  |  |                    |                    |
|  | Colombia   | 0               | Rep. Dominicana | 3          | Finale 3º/4º posto | Finale 3º/4º posto |  |  |                    |                    |
|  |            |                 | Rep. Dominicana | 3          | Finale 3º/4º posto | Finale 3º/4º posto |  |  |                    |                    |
|  |            | Porto Rico      | 1               |            |                    |                    |  |  |                    |                    |
|  | -          | Porto Rico      | 1               | -          | Messico            | 0                  |  |  |                    |                    |
|  | -          |                 |                 | -          | Messico            | 0                  |  |  |                    |                    |
|  | -          | -               |                 | Porto Rico | 3                  |                    |  |  |                    |                    |
|  | -          | -               |                 |            | 3                  |                    |  |  |                    |                    |
|  |            |                 |                 |            |                    |                    |  |  |                    |                    |
|  |            |                 |                 |            |                    |                    |  |  |                    |                    |

## Podio

### Campione
Formazione: 1 Annerys Vargas, 5 Evelyn Carrera, 6 Carmen Casó, 9 Nuris Arias, 10 Milagros Cabral, 11 Juana Miguelina Gonzalez, 12 Karla Echenique, 13 Cindy Rondón, 14 Prisilla Rivera, 15 Cosiri Rodríguez, 16 Kenia Moreta, 18 Bethania de la Cruz, CT: Beato Miguel Cruz

### Secondo posto
Formazione: 1 Yumilka Ruiz, 2 Yanelis Santos, 3 Nancy Carrillo, 6 Daimí Ramírez, 7 Lisbet Arredondo, 8 Yaima Ortíz, 9 Rachel Sánchez, 11 Liana Mesa Luaces, 12 Rosir Calderón, 13 Anniara Muñoz, 14 Kenia Carcaces, 18 Zoila Barros, CT: -

### Terzo posto
Formazione: 3 Vilmarie Mojica, 4 Tatiana Encarnación, 6 Yarleen Santiago, 8 Eva Cruz, 9 Áurea Cruz, 10 Vanessa Vélez, 11 Karina Ocasio, 13 Dariam Acevedo, 14 Glorimar Ortega, 15 Shannon Torregrosa, 16 Alexandra Oquendo, 17 Sheila Ocasio, CT: Juan Carlos Nuñez

## Classifica finale
| Classifica | Squadre         |
| ---------- | --------------- |
|            | Rep. Dominicana |
|            | Cuba            |
|            | Porto Rico      |
| 4          | Messico         |
| 5          | Venezuela       |
| 6          | Colombia        |
| 7          | Costa Rica      |
| 8          | Barbados        |